# Condroblasto
Los condroblastos derivan de dos fuentes: células mesenquimatosas dentro del centro de condrificación y células condrogénicas de la capa celular interna del pericondrio. Los condroblastos son células basófilas y rellenas que muestran los orgánulos necesarios para la síntesis de proteínas. Las micrografías electrónicas de estas células demuestran una red rica de Retículo Endoplasmático Rugoso (RER), un complejo de Golgi bien desarrollado, múltiples mitocondrias y abundancia de vesículas secretorias.
Las células son alargadas y poseen muchos filamentos de actina y miosina,  e incluso filamentos intermedios de vimentina, que le aportan contractibilidad. Poseen un núcleo redondo situado en el centro de la célula donde se puede observar 1 nucléolo.
Su función es secretar sustancia intercelular (como ejemplo: GAGs) y fibras colágenas. Su matriz, compuesta por fibras y la sustancia intercelular es basófila y metacromática.
Células formadoras de la matriz cartilaginosa, se los considera como condrocitos inmaduros. Se ubican cerca del pericondrio.
Además, los condroblastos son células que conforman el tejido del sistema óseo.